# Палац для Путіна. Історія найбільшого хабаря
Палац для Путіна. Історія найбільшого хабаря — документальний фільм-розслідування Фонду боротьби з корупцією, в якому детально розповідається про корупцію президента Росії Володимира Путіна. За оцінками фільму, будівництво палацу та маєтку для Путіна, розташованого поблизу Геленджику в Краснодарському краї Росії, коштувало понад 100 млрд руб. (~1,36 млрд $).

## Сюжет
На початку фільму міститься заклик вийти на протести 23 січня 2021 року зі вимогами про звільнення Олексія Навального, режисера фільму, який був затриманий після прибуття в Росію після лікування і проходження реабілітації в Німеччині у зв'язку з отруєнням.

- Вступ. «Початок». Путін в Дрездені. Бали КДБ, танці і перші друзі.
- Частина 1. «Петербург». Молодий Путін, Бандитський Ленінград і перші великі хабарі. Як Льоша Міллер приймав конверти з грошима.
- Частина 2. «Москва». Листи Людмили Путіної. Як Володимир Володимирович з Ігорем Івановичем посварилися. Путін рятує сім'ю Єльцина.
- Частина 3. «Палац». Проліт над Палацом Путіна. Царські замашки Путіна. Найдорожчі інтер'єри Росії.
- Частина 4. «Виноградники». Дуже дороге хобі президента. Ще більш дороге хобі президента. «Оборонна» устрична ферма Путіна.
- Частина 5. «Власники». Складна схема простих крадіжок. Дуже щедрий дядько в Росії.
- Частина 6. «Спонсори». Нагадуємо, скільки коштує вся ця розкіш.
- Частина 7. «Жінки». Дуже таємна коханка президента. Не дуже таємна коханка президента.
- Висновок. «Висновки».

Головний об'єкт розслідування — палац під Геленджиком в районі села Праскоєвка, площею 17,6 тисячі квадратних метрів, який Навальний називає «найбільшим приватним будинком в Росії» з посиланням на документи. Як стверджується, всі автомобілі, що в'їжджають на територію, оглядаються на кількох КПП, робітничим суворо заборонено проносити з собою навіть прості мобільні телефони з камерою. Крім самого палацу, на закритій території також розташовані підземний льодовий палац і два вертолітні майданчики, дендрарій і оранжерея площею 2,5 тис. м2, церква, амфітеатр, «чайний будиночок» і 80-метровий міст через яр до нього.
Для доступу до пляжу було прорито тунель, в якому є дегустаційна кімната з видом на море. Площа палацового комплексу складає 68 га, при цьому 7 тис. га землі навколо палацу є закритою територією, що знаходиться у відомстві ФСБ, зданої в оренду ТОВ «Комплекс», яке володіє палацом. Ця ж компанія орендує берегову лінію перед палацом. Як стверджується в розслідуванні, риболовля ближче ніж за 2 км від мису Ідокопас заборонена, а повітряний простір над палацовим комплексом є безполітною зоною.
Представлений поверховий план палацу та візуалізація його інтер'єрів. Показані фотографії деяких меблів палацу, вартість кожного з яких складає понад 2 мільйони рублів.